# Trachycystis haygarthi
Trachycystis haygarthi е вид коремоного от семейство Charopidae. Видът е застрашен от изчезване.

## Разпространение
Разпространен е в Южна Африка (Квазулу-Натал).